# Argistes velox
Argistes velox är en spindelart som beskrevs av Simon 1897. Argistes velox ingår i släktet Argistes och familjen månspindlar.
Artens utbredningsområde är Sri Lanka. Inga underarter finns listade i Catalogue of Life.